# Het Russische linieschip "Asow" en een fregat voor anker op de rede van Helsingør
Het Russische linieschip "Asow" en een fregat voor anker op de rede van Helsingør (Deens: 'Det russiske linjeskib "Asow" og en fregat til ankers på Helsingørs red) is een schilderij van Christoffer Wilhelm Eckersberg uit 1828. Sinds 1851 maakt het deel uit van de collectie van het Statens Museum for Kunst in Kopenhagen. 

## Voorstelling
Op het schilderij zijn verschillende schepen op de rede voor Helsingør (te herkennen aan de Kronborg) te zien. Het Russische linieschip "Asow" neemt de belangrijkste plaats in. Rechts daarvan ligt een fregat voor anker. Op de achtergrond vaart een driemaster met volle zeilen en op de voorgrond een kleiner vaartuig, vermoedelijk een loodsboot. De zee is ruig met kleinere schuimpieken. De lucht is deels bewolkt.
Eckersberg had het schilderij met grote zorg voorbereid. Hij had bouwtekeningen voor linieschepen geleend van de Deense marine en het licht, de wind en andere meteorologische omstandigheden bestudeerd. 
Op 7 juli 1828 schreef hij in zijn dagboek: "...Vanmiddag kwamen een Russisch linieschip en een fregat uit de Middellandse Zee aan op de rede, deze waren in de Slag bij Navarino geweest ...". Dit was een zeeslag die op 20 oktober 1827 plaatsvond voor de kust van Pylos op de Peloponnesos tussen een Ottomaans/Egyptische en een Engels/Frans/Russische vloot als onderdeel van de Griekse Onafhankelijkheidsoorlog. In het dagboek noteerde de schilder op 8 juli: "Het Russische linieschip en het fregat gingen onder zeil...". Op 30 augustus staat er: "De lucht geschilderd voor het zeestuk" en op 1 september: "Een linieschip voor ankers op het doek getekend". Later, op 17 december, schreef hij: "Het werk aan het zeestuk is nu voltooid. Het toont een Russisch linieschip en een fregat dat voor anker ligt op de rede van Helsingør. Het linieschip wordt van achteren gezien op een kabellengte, ervoor kruist een loodsboot, op ongeveer 1½ kabellengte achter het linieschip ligt het fregat, meerdere schepen en boten zijn te zien..."
Op basis van de dagboekaantekeningen wordt aangenomen dat het een geconstrueerd schilderij is, geïnspireerd op het verblijf van de twee schepen op de rede van Kopenhagen in de zomer van 1828. Dit waren het linieschip "Hanhuth" en het fregat "Provorenoy". Het schip "Asow" was wel in Kopenhagen geweest, maar dit was voor de zeeslag, van 20 tot 24 juli 1827. Ook bij deze gelegenheid was Eckersberg op Amager en tekende het schip van de Russische vloot, zoals vermeld in het dagboek op 24 juli. Er is geen bewijs dat de twee schepen ook voor anker zijn gegaan in Helsingør. Voor het linieschip op het schilderij baseerde Eckersberg zich op zijn tekeningen van de "Provorenoy" waar hij toch de naam "Asow" op schilderde.

## Afbeelding

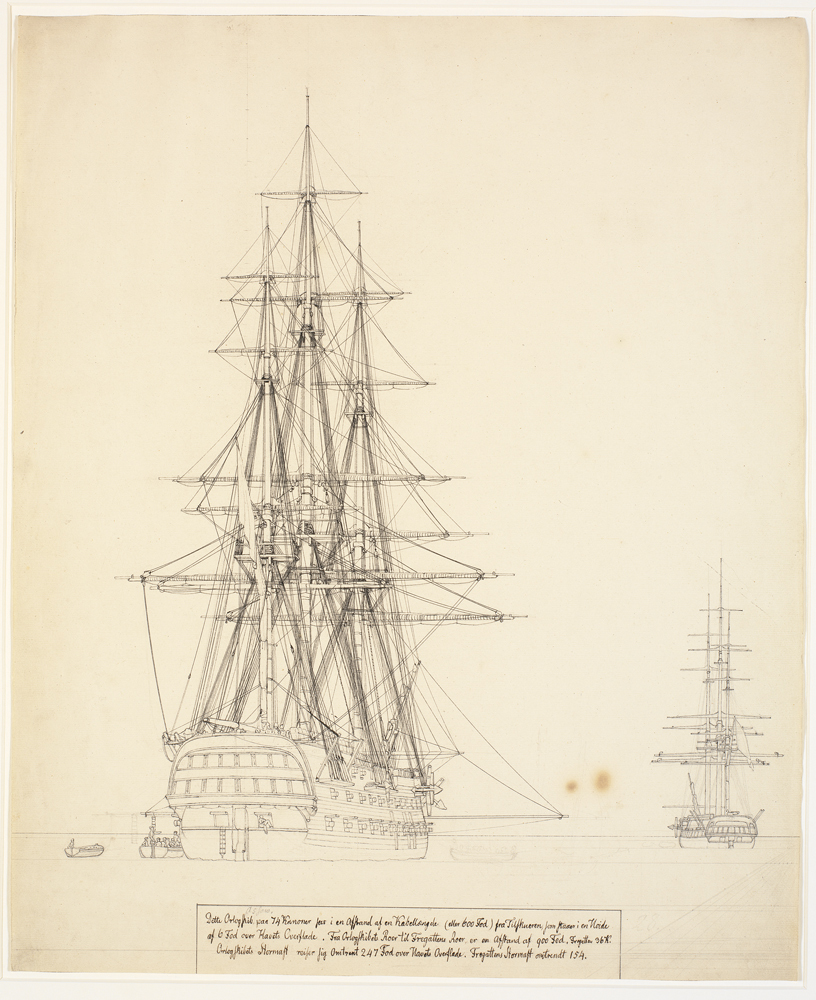
Voorbereidende tekening (1828)